# Lead time

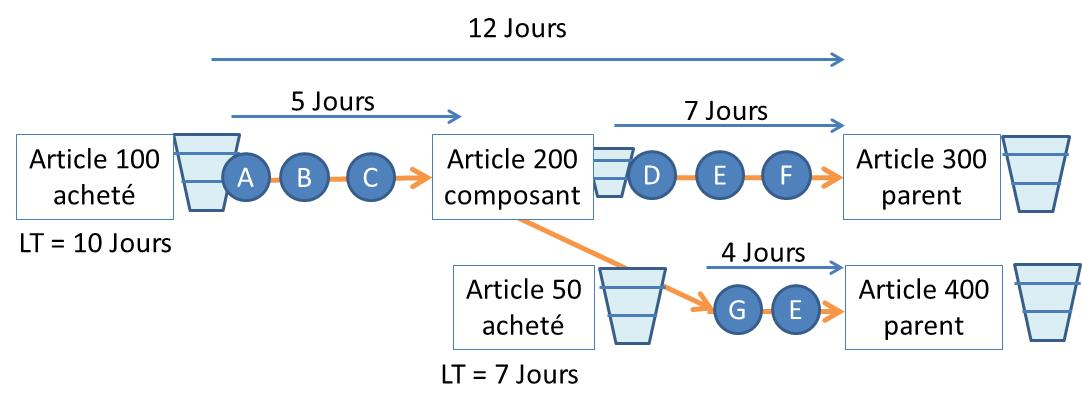
Exemple de Lead time de diferents productes interelacionats.

Un temps d'execució és la latència entre l'inici i la finalització d'un procés. Per exemple, el temps de lliurament entre la realització d'una comanda i el lliurament de cotxes nous per part d'un fabricant determinat pot ser d'entre 2 setmanes i 6 mesos, depenent de diverses particularitats. Un diccionari empresarial defineix "temps d'execució de fabricació" com el temps total necessari per fabricar un article, inclòs el temps de preparació de la comanda, el temps de la cua, el temps de configuració, el temps d'execució, el temps de moviment, el temps d'inspecció i el temps d'emmagatzematge. Per als productes fets per comanda, és el temps entre el llançament d'una comanda i la producció i enviament que compleixen aquesta comanda. Per als productes fabricats per a estoc, és el temps que transcorre des de l'alliberament d'una comanda fins a la producció i la recepció a l'inventari de productes acabats.
Una definició convencional de temps d'execució en un context de gestió de la cadena de subministrament és el temps des del moment en què el client fa una comanda (el moment en què el proveïdor s'assabenta del requisit) fins al moment en què està a punt per al lliurament. En absència d'inventari de productes acabats o intermedis (treballs en curs), és el temps que triga a fabricar realment la comanda sense cap inventari que no sigui matèries primeres. El Chartered Institute of Procurement & Supply identifica el "temps de lliurament total" com una combinació de "temps de lliurament intern" (el temps necessari perquè els processos interns de l'organització compradora progressin des de la identificació d'una necessitat fins a l'emissió d'una ordre de compra) i "extern". temps de lliurament" (el temps necessari per als processos de l'organització subministradora, inclòs qualsevol desenvolupament requerit, fabricació, enviament i lliurament).
El temps de lliurament consta de:
- Temps d'execució del preprocessament (també conegut com a "temps de planificació" o "paperes"): el temps necessari per llançar una comanda de compra (si compreu un article) o crear un treball (si fabriqueu un article), des del moment en què en coneixeu el requisit.
- Termini de processament : el temps necessari per adquirir o fabricar un article.
- Temps d'execució del postprocessament : el temps per fer que un article comprat estigui disponible a l'inventari des del moment en què el rebeu (inclosa la quarantena, la inspecció, etc.)